# Maska nurkowa

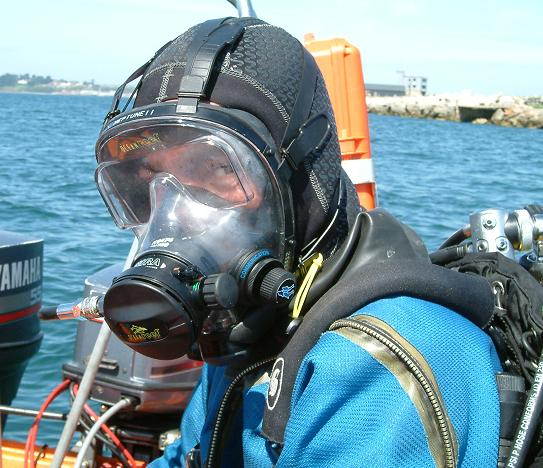
Nurek w masce pełnej

Maska – element sprzętu płetwonurka, pozwalający widzieć ostro pod wodą. Wraz z fajką i płetwami stanowi część tzw. ABC. Maska umożliwia wyraźne widzenie dzięki warstwie powietrza między gałką oczną a wodą. Jednakże refrakcja, czyli załamanie promienia światła, powoduje, że obiekty pod wodą wydają się na ogół być 25% większe i 33% bliższe.
Należy odróżniać maskę nurkową od okularów pływackich. Okulary zakrywają tylko oczy, maska sięga (co najmniej) na nos, co pozwala na wyrównanie ciśnienia wewnątrz z ciśnieniem wody. Niewyrównanie ciśnienia powoduje silne dociskanie maski lub okularów do twarzy i może prowadzić do uszkodzeń twarzy.
Typy masek:
z jednym szkłemposiadające jedno szkło do patrzenia,
z dwoma szkłamitzw. dzielone,
panoramicznez 4-6 szkłami lub profilowane,
pełnezakrywające całą twarz, umożliwiające podłączenie łączności podwodnej.
Konstrukcja masek w większości opiera się na szkle (bądź szkłach) osadzonych w plastikowej ramce, do którego przytwierdzony jest silikonowy kołnierz dopasowany do kształtu twarzy uniemożliwiający dostanie się wody do maski. Jeśli jednak woda dostanie się pod maskę, istnieje technika umożliwiająca usunięcie jej z maski; polega ona na dociśnięciu górnej części maski do twarzy i lekkim wydmuchnięciu powietrza z nosa. Powietrze zbiera się w górnej części maski i wypycha wodę. Szkło maski powinno być hartowane i dobrze zamocowane w obudowie, a silikonowy kołnierz miękki, wygodny i dobrze przylegający do twarzy.